# Wychwood

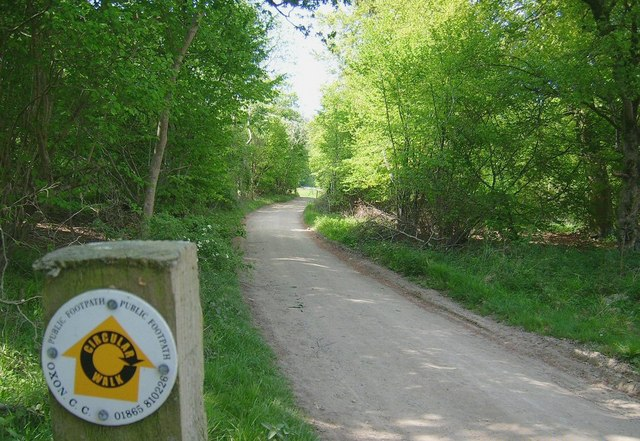
Un chemin dans la forêt de Wychwood.

Wychwood est une forêt située dans l'ouest de l'Oxfordshire, en Angleterre, près de la ville de Charlbury.

## Étymologie
Le toponyme Wychwood est d'origine vieil-anglaise et désigne la forêt des Hwicce, un peuple anglo-saxon établi dans l'ouest des Midlands au haut Moyen Âge. Il est attesté sous la forme Huiccewudu en 840.
Trois villages voisins ont un nom qui fait référence à la forêt : Ascott-under-Wychwood, Milton-under-Wychwood et Shipton-under-Wychwood.

## Conservation
La forêt de Wychwood est protégée à plusieurs titres :
- une surface de 501,7 hectares constitue un site d'intérêt scientifique particulier[2] ;
- une surface de 263,3 hectares constitue une réserve naturelle nationale (en)[3]